# جعفرآباد (بیارجمند)
جعفرآباد یک منطقهٔ مسکونی در ایران است که در دهستان خوارتوران واقع شده‌است. براساس سرشماری مرکز آمار ایران در سال ۱۳۹۵، جعفرآباد ۶۲ نفر جمعیت دارد.